# Eneco Tour 2012
De 8e editie van de Eneco Tour werd verreden van 6 tot en met 12 augustus 2012. De etappes werden verreden in verschillende plaatsen verspreid over België en Nederland, tevens was er een klein uitstapje naar Duitsland. Het was de eerste keer dat Geraardsbergen werd aangedaan als finishplaats was van deze ronde, met meerdere passages over de Muur en Bosberg en aankomst bergop op de Vesten.

## Deelnemers
| 18 UCI World Tour-ploegen | 18 UCI World Tour-ploegen | 18 UCI World Tour-ploegen | 3 wildcards                   |
| ------------------------- | ------------------------- | ------------------------- | ----------------------------- |
| AG2R-La Mondiale          | Lampre-ISD                | Sky ProCycling            | Topsport Vlaanderen-Mercator  |
| Astana Pro Team           | Liquigas-Cannondale       | Team Garmin-Sharp         | Argos-Shimano                 |
| BMC Racing Team           | Lotto-Belisol             | Team Katjoesja            | Accent.Jobs-Willems Veranda's |
| Euskaltel-Euskadi         | Omega Pharma-Quick Step   | Team Movistar             |                               |
| FDJ-BigMat                | Rabobank                  | Saxo Bank-Tinkoff Bank    |                               |
| Orica-GreenEdge           | RadioShack-Nissan-Trek    | Vacansoleil-DCM           |                               |

## Etappe-overzicht
| Datum       | Etappe | Start-Finish              | Afstand | Type                | Winnaar                                                                                   | Ploeg                                                                                     | Klassementsleider |
| ----------- | ------ | ------------------------- | ------- | ------------------- | ----------------------------------------------------------------------------------------- | ----------------------------------------------------------------------------------------- | ----------------- |
| 6 augustus  | 1      | Waalwijk - Middelburg     | 203,9   | Vlakke rit          | Marcel Kittel                                                                             | Argos-Shimano                                                                             | Marcel Kittel     |
| 7 augustus  | 2      | Sittard - Sittard         | 18,9    | Ploegentijdrit      | Orica-GreenEdge (Langeveld, Howard, Keukeleire, Kruopis, Durbridge, Mouris, Tuft, Beppu ) | Orica-GreenEdge (Langeveld, Howard, Keukeleire, Kruopis, Durbridge, Mouris, Tuft, Beppu ) | Jens Keukeleire   |
| 8 augustus  | 3      | Riemst - Genk             | 118,0   | Vlakke rit          | Theo Bos                                                                                  | Rabobank                                                                                  | Jens Keukeleire   |
| 9 augustus  | 4      | Heers - Bergen op Zoom    | 213,3   | Vlakke rit          | Marcel Kittel                                                                             | Argos-Shimano                                                                             | Tom Boonen        |
| 10 augustus | 5      | Hoogerheide - Aalter      | 184,6   | Vlakke rit          | Giacomo Nizzolo                                                                           | RadioShack-Nissan-Trek                                                                    | Tom Boonen        |
| 11 augustus | 6      | Ardooie - Ardooie         | 17,4    | Individuele tijdrit | Svein Tuft                                                                                | Orica-GreenEdge                                                                           | Svein Tuft        |
| 12 augustus | 7      | Maldegem - Geraardsbergen | 207,7   | Heuvelrit           | Alessandro Ballan                                                                         | BMC Racing Team                                                                           | Lars Boom         |

## Klassementen
| Etappe      | Algemeen klassement | Puntenklassement  | Strijdlustklassement |
| 1           | Marcel Kittel       | Marcel Kittel     | Pablo Urtasun        |
| 2           | Jens Keukeleire     | Marcel Kittel     | Pablo Urtasun        |
| 3           | Jens Keukeleire     | Heinrich Haussler | Laurens de Vreese    |
| 4           | Tom Boonen          | Marcel Kittel     | Laurens de Vreese    |
| 5           | Tom Boonen          | Giacomo Nizzolo   | Laurens de Vreese    |
| 6           | Svein Tuft          | Giacomo Nizzolo   | Laurens de Vreese    |
| 7           | Lars Boom           | Giacomo Nizzolo   | Laurens de Vreese    |
| Einduitslag | Lars Boom           | Giacomo Nizzolo   | Laurens de Vreese    |

## Eindresultaten

### Algemeen klassement
| Eneco Tour 2012 |                      |                        |           |
| Plaats          | Naam                 | Ploeg                  | Tijd      |
| Witte trui      | Lars Boom            | Rabobank               | 24u51'13" |
| 2               | Sylvain Chavanel     | Omega Pharma-Quickstep | + 26"     |
| 3               | Niki Terpstra        | Omega Pharma-Quickstep | + 49"     |
| 4               | Alberto Contador     | Saxo Bank-Tinkoff Bank | + 55"     |
| 5               | Luke Durbridge       | Orica-GreenEdge        | z.t.      |
| 6               | Jonathan Castroviejo | Team Movistar          | + 58"     |
| 7               | Svein Tuft           | Orica-GreenEdge        | + 1'00"   |
| 8               | Michał Kwiatkowski   | Omega Pharma-Quickstep | + 1'05"   |
| 9               | Sebastian Langeveld  | Orica-GreenEdge        | + 1'07"   |
| 10              | Jan Bakelants        | RadioShack-Nissan-Trek | + 1'13"   |

### Nevenklassementen
| Puntenklassement |                    |                              |      |
| Plaats           | Naam               | Ploeg                        | Tijd |
| Rode trui        | Giacomo Nizzolo    | RadioShack-Nissan-Trek       | 62   |
| 2                | Heinrich Haussler  | Team Garmin-Sharp            | 56   |
| 3                | Lars Boom          | Rabobank                     | 50   |
| 4                | Jürgen Roelandts   | Lotto-Belisol                | z.t. |
| 5                | Taylor Phinney     | BMC Racing Team              | 47   |
| 6                | Francisco Ventoso  | Team Movistar                | 45   |
| 7                | Arnaud Demare      | FDJ-BigMat                   | 44   |
| 8                | Alexander Kristoff | Team Katjoesja               | 43   |
| 9                | Tom Boonen         | Omega Pharma-Quickstep       | 41   |
| 10               | Laurens de Vreese  | Topsport Vlaanderen-Mercator | 37   |

| Ploegenklassement |                        |           |
| Plaats            | Ploeg                  | Tijd      |
| 1                 | Omega Pharma-Quickstep | 74u35'54" |
| 2                 | Orica-GreenEdge        | + 1"      |
| 3                 | RadioShack-Nissan-Trek | + 1'19"   |
| 4                 | Saxo Bank-Tinkoff Bank | + 2'08"   |
| 5                 | Team Movistar          | + 2'12"   |
| 6                 | Team Katjoesja         | + 3'20"   |
| 7                 | BMC Racing Team        | + 3'50"   |
| 8                 | Lampre-ISD             | + 5'25"   |
| 9                 | Vacansoleil-DCM        | + 5'27"   |
| 10                | Team Garmin-Sharp      | + 5'39"   |

1948 · 1949 · 1950 · 1951 · 1952 · 1953 · 1954 · 1955 · 1956 · 1957 · 1958 · 1959 · 1960 · 1961 · 1962 · 1963 · 1964 · 1965 · 1966 · 1967 · 1968 · 1969 · 1970 · 1971 · 1972 · 1973 · 1974 · 1975 · 1976 · 1977 · 1978 · 1979 · 1980 · 1981 · 1982 · 1983 · 1984 · 1985 · 1986 · 1987 · 1988 · 1989 · 1990 · 1991 · 1992 · 1993 · 1994 · 1995 · 1996 · 1997 · 1998 · 1999 · 2000 · 2001 · 2002 · 2003 · 2004 · 2005 · 2006 · 2007 · 2008 · 2009 · 2010 · 2011 · 2012 · 2013 · 2014 · 2015 · 2016 · 2017 · 2018 · 2019 · 2020 · 2021 · 2022 · 2023 · 2024
 Tour Down Under · 
 Parijs-Nice · 
 Tirreno-Adriatico · 
 Milaan-San Remo · 
 Ronde van Catalonië · 
 E3 Harelbeke · 
 Gent-Wevelgem · 
 Ronde van Vlaanderen · 
 Ronde van het Baskenland · 
 Parijs-Roubaix · 
 Amstel Gold Race · 
 Waalse Pijl · 
 Luik-Bastenaken-Luik · 
 Ronde van Romandië · 
 Ronde van Italië · 
 Critérium du Dauphiné · 
 Ronde van Zwitserland · 
 Ronde van Frankrijk · 
 Ronde van Polen · 
  Eneco Tour · 
 Clásica San Sebastián · 
 Ronde van Spanje · 
 Vattenfall Cyclassics · 
 GP Ouest France-Plouay · 
 Grote Prijs van Quebec · 
 Grote Prijs van Montreal · 
 UCI Ploegentijdrit · 
 Ronde van Lombardije · 
 Ronde van Peking